# Raszków (gromada w powiecie ostrowskim)
Raszków – dawna gromada, czyli najmniejsza jednostka podziału terytorialnego Polskiej Rzeczypospolitej Ludowej w latach 1954–1972.
Gromady, z gromadzkimi radami narodowymi (GRN) jako organami władzy najniższego stopnia na wsi, funkcjonowały od reformy reorganizującej administrację wiejską przeprowadzonej jesienią 1954 do momentu ich zniesienia z dniem 1 stycznia 1973, tym samym wypierając organizację gminną w latach 1954–1972.
Gromadę Raszków z siedzibą GRN w mieście Raszkowie (nie wchodzącym w skład gromady) utworzono 1 stycznia 1960 w powiecie ostrowskim w woj. poznańskim z obszarów zniesionych gromad: Moszczanka i Przybysławice w tymże powiecie.
1 stycznia 1962 do gromady Raszków włączono obszary zniesionych gromad Radłów (bez miejscowości Świeligów) i Sulisław (bez miejscowości Florek, Janków Zaleśny, Majcher i Nychy) w tymże powiecie.
W 1965 gromada miała 27 członków GRN.
1 stycznia 1970 do gromady Raszków włączono 460,99 ha z miasta Raszków w tymże powiecie, natomiast 14,25 ha (część wsi Moszczanka) z gromady Raszków włączono do miasta Raszków.
Gromada przetrwała do końca 1972 roku, czyli do kolejnej reformy gminnej. 1 stycznia 1973 w powiecie ostrowskim reaktywowano zniesioną w 1954 roku gminę Raszków.